# 다이아 (음악 그룹)
다이아(DIA)는 대한민국의 6인조 걸 그룹으로, 포켓돌스튜디오 소속이다. 그룹명은 다이아몬드처럼 빛나는 아이돌이 되라는 의미와 'Do It Amazing'의 약자이다.

## 활동

### 데뷔 이전
2015년 1월 티아라의 여동생 그룹을 제작한다는 기사와 함께, 걸 그룹 서바이벌에 참여할 멤버 3명인 기희현, 은진, 민현을 공개하였다.
이후 차례대로, 슬기와 티아라 N4 멤버 다니, 파이브돌스와 연기자 출신 승희를 공개하였으나, 회사 내부 사정으로 인해 비공개 서바이벌로 진행되었다.
이 과정에서 최초로 공개된 민현, 슬기, 다니가 탈락하고 승희는 배우의 목표를 이루기 위해 서바이벌을 자진포기하였다.
다이아의 최종 멤버로, 유니스, 기희현, 제니, 예빈, 은진, 정채연을 최종적으로 공개하였고, 마지막 멤버로 승희가 다시 합류하여 7인조로 데뷔하게 되었다.

### 2015년
9월 15일 첫 번째 정규 앨범 《Do It Amazing》으로 데뷔하였다. 그 해 12월 17일 다이아 멤버 기희현과 정채연이 CJ E&M에서 주최하는 PRODUCE 101에 참가하여 잠정 탈퇴하게 되었음을 밝혀 두 멤버를 제외한 5인조로 활동할 계획이다.

### 2016년
3월 7일 새 멤버 은채를 영입하여 기희현과 정채연이 PRODUCE 101로 활동할 동안 6인조로 활동할 예정이였으나 무산되었다.

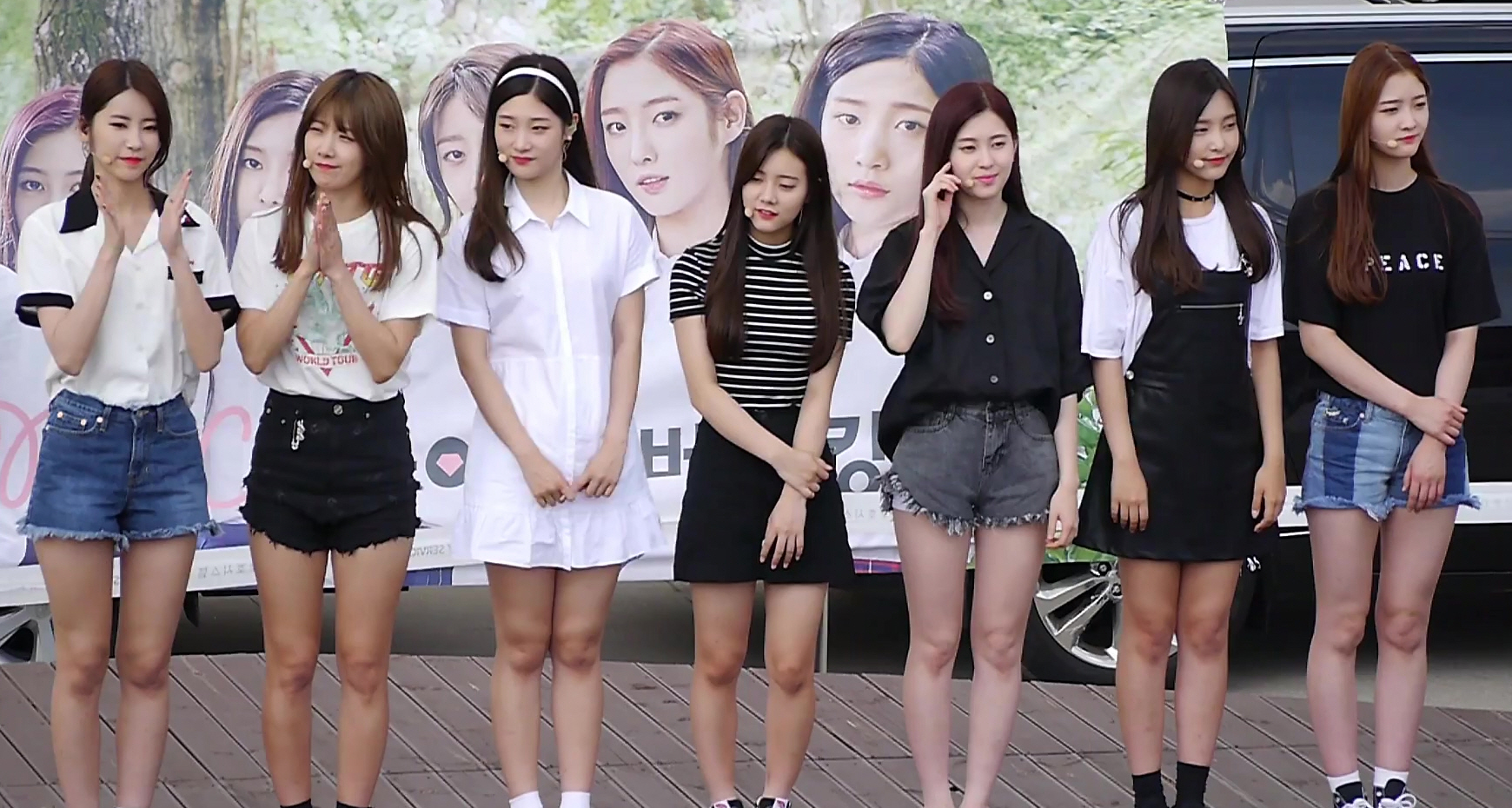
2016년 6월 25일 여의도 버스킹에서 다이아

5월 31일에는 승희가 계약만료로 인해 탈퇴하였다.
6월 1일 기희현과 정채연이 다시 합류하게 되면서 공식적으로 새 멤버 은채를 영입하여 7인조로 컴백을 알렸다.
그리고 6월 14일 첫 번째 미니 앨범 《HAPPY ENDING》으로 컴백을 하였다.
또한, 멤버 캐시는 활동명을 기희현으로 변경하였고, 9월 13일 두 번째 미니 앨범 《Spell》으로 컴백을 하였고 리더가 유니스에서 기희현으로 변경되었다.

### 2017년

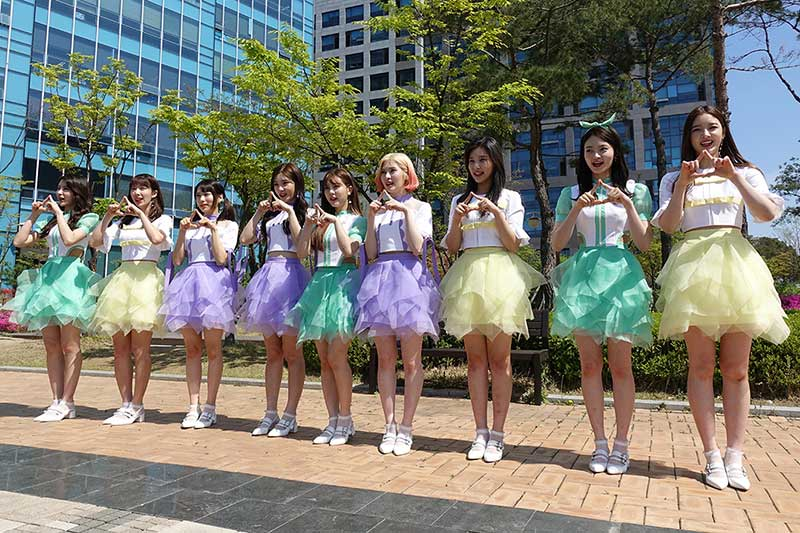
2017년 4월 23일 미니 팬미팅에서 다이아

2017년 4월 5일 새 멤버인 주은, 솜이를 영입해 9인조로 재편 했으며 4월 19일 두 번째 정규 앨범 《YOLO》로 컴백을 했다.
8월 22일에 발매된 세 번째 미니 앨범 《Love Generation》는 완전체 컴백과 함께 “펑키한 느낌의 예빈, 정채연, 기희현, 유니스, 솜이로 이루어진 빈챈현스S와 밝은 느낌의 주은, 제니, 은진, 은채로 이루어진 L.U.B가 다이아의 매력을 보여주겠다. 이름 빼고 다 바꾼 컴백이라 할 수 있다”고 설명했다. 9월 4일 멤버 예빈, 솜이가 KBS 《아이돌 리부팅 프로젝트 더 유닛》에 참여한다고 밝혔다. 이에 7인 체제 활동을 알렸다.
9월 28일 멤버 예빈, 솜이가 《아이돌 리부팅 프로젝트 더 유닛》 출연을 앞두고 '시월에 설악산'을 발매했다.
10월 12일에 세 번째 리패키지 앨범 《선물》로 컴백을 했다. 타이틀곡의 제목은 '굿밤'이다. 예빈과 솜이는 녹음에만 참여하고 활동은 하지 않았다.

### 2018년
멤버 예빈, 솜이가 《아이돌 리부팅 프로젝트 더 유닛》 출연 하다 마지막회인 2018년 2월 10일 생방송에서 예빈이 최종 2위를 하여 유닛 활동을 하게 되었고, 솜이는 탈락하였다. 2018년 5월 7일 멤버 은진이 건강상의 이유로 탈퇴한다고 밝혔다.

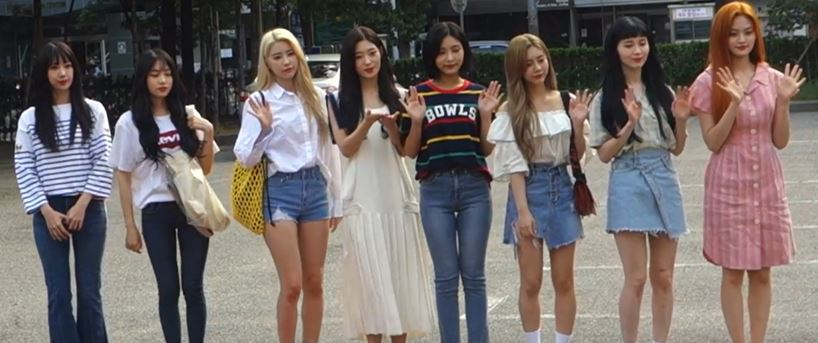
2018년 8월 10일 KBS 《뮤직뱅크》컴백 출근길

2018년 6월 9일, 데뷔 1000일 기념 V LIVE를 진행했으며, 오는 7월 5일 컴백을 확정지었다고 밝혔다. 하지만 이후 컴백 떡밥이 전혀 나오지 않은 상태에서 주은이 유앤비의 퍼포먼스 피처링에 유앤비가 활동하는 동안 스케줄이 되는 한 계속해서 함께 퍼포먼스를 선보일 계획이라는 기사가 뜨면서 컴백이 매우 불투명해진 상황이다. 컴백 당일날 앨범 완성도를 높이기 위해 모든 곡을 수정 녹음 하게 됨을 밝혔고 이와 함께 컴백이 연기 되었고 7월 중에 할 것이라고 알렸다. 2018년 2018년 7월 15일, 오는 18일에 컴백 일정을 공개할 것이며 이번 컴백과 함께 제2기 팬클럽 모집과 팬콘 개최를 통해 팬들과의 소통을 예고했다. 8월 9일, 약 1년만에 네 번째 미니앨범 《Summer Ade》로 컴백하였다. 예빈과 주은의 자작곡 <Sweet Dream>과 <데리러 와(Take me)>를 포함한 7곡이 수록되며 타이틀곡은 <WOO WOO> 라고 한다. 2018년 8월 9일 오후 6시 음원이 발매되었으며, 엠카운트다운에서 컴백 무대를 가졌다. 오후 10시에는 MC 딩동의 사회로 컴백 V LIVE를 진행했다. 8월 14일  《THE SHOW: All About K-POP 시즌 5》를 통해 데뷔 1066일만에 첫 1위를 하였다. 2018년 9월 6일, 우우 (WooWoo) 마지막 방송을 앞두고 11월 7일 초고속 컴백하게 된다는 기사가 나왔다. 이번에도 신사동호랭이와 작업을 할 것이고, 중독성 강한 멜로디인 제2의 ‘보핍보핍’으로 컴백할 것이라고 한다. 2018년 10월 메이크스타를 통해 스페셜 화보집 프로젝트를 개설했다. 주은, 제니, 은채 조합으로 웹드라마 '두드림'에 출연했다. 10월 27일 첫방송을 하며, 은채가 주인공으로 출연했다.
12월 3일, 다이아 공식 유튜브 채널이 개설되었다.
12월 29일, 황치열 콘서트에서 게스트로 출연했다. 제니가 불참하여 7인조로 무대를 꾸몄다. 그러나 이후에도 제니가 공식 석상에서 나타나지 않아 잠적설이 돌고 있으나 소속사는 여전히 피드백을 주지 않고 있다.

### 2019년

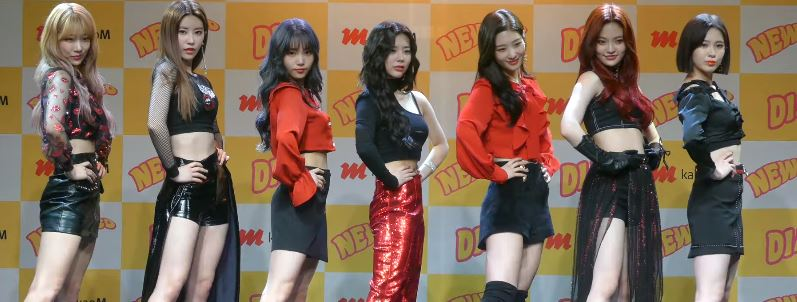
2019년 3월 20일 'NEWTRO' 쇼케이스에서 다이아

2019년 3월 3일 멤버 제니가 무릎연골연화증으로 활동 중단을 알림과 함께 당분간 7인 체제 활동을 하게 됨을 밝혔다. 이와 함께 2019년 3월 28일 컴백에서 3월 21일 컴백으로 앞당겨졌다. 이번 곡도 신사동호랭이의 곡으로 컴백한다고 전했다. 다시 한번 더 컴백일정이 3월 19일로 앞당겨짐과 함께 다섯 번째 미니앨범 《NEWTRO》로 컴백했다. 타이틀곡은 우와 (WooWa)이다.
2019년 7월 6일 멤버 제니가 끝내 건강상의 이유로 팀에서 탈퇴를 하였다. 2019년 12월 14일 멤버 솜이는 건강상의 이유로 일시적으로 활동을 중단하게 되었다.

### 2020년
2020년 3월 20일 멤버 주은은 V앱 라이브를 통해서 컴백을 준비중임을 밝혔고, 코로나19로 인해 조금 연기되었음을 밝혔다. 2020년 3월 30일 유튜브 방송을 통해서 멤버 기희현이 4월말 컴백 예정임을 밝혔다. 하지만 미루어지기 전 찍은 것으로 밝혀졌다.
멤버 정채연, 솜이를 제외한 5인체제로 2020년 6월 10일 여섯 번째 미니앨범 《Flower 4 Seasons》으로 컴백하였다.
컴백 쇼케이스를 통해서 이번 활동은 하고 싶은 멤버들의 자발적 선택적 활동임으로 5인체제 활동을 하게 되었다고 밝혔고 남은 두 멤버들은 다음 컴백 활동을 위해 준비 중이라고 밝혔다.
2020년 9월 14일 데뷔 5주년 기념 V앱을 통해서 멤버 정채연이 그룹 활동을 복귀 하였다. 솜이는 아직 복귀하지 않았다.

### 2021년
2021년 1월 컴백을 확정 지었다고 밝혔으며, 지난 활동 때 참여하지 않았던 정채연도 이번 활동에는 참여한다고 밝혔지만, 솜이의 참여 여부는 알 수 없다. 소리 소문 없이 컴백이 연기되었다.
2021년 7월 7일 멤버 예빈이 디지털 싱글 앨범으로 팀에서 첫번째로 솔로 데뷔하였다.

### 2022년
2022년 1월 8일에 멤버 솜이가 팬더티비로 방송한다는 기사가 뜨자 소속사 측에서는 다음날 기사를 통하여 “건강상의 이유로 예전에 전속계약을 해지했다”고 짧은 입장을 밝히며, 공식적으로 다이아 탈퇴를 하였다.
2022년 8월 완전체로 마지막 앨범을 발매하며 9월 계약만료로 해체의 길을 걷기로 하였다.
2022년 9월 14일 데뷔 7주년 기념 디지털 싱글 앨범이 발매되었으며 9월 17일 다이아 MBK엔터테인먼트 탈퇴 했습니다 결과에 공백 그룹활동 되었습니다.

## 이전 구성원
| 이름   | 소개 |
| ------ | --- |
| 기희현 | - 이름: 기희현(奇熙賢) - 생년월일: 1995년 6월 16일(29세) - 출생지: 대한민국 전라북도 전주시 - 유닛활동: 빈챈현스S - 활동기간: 2015년 9월 14일~2022년 9월 17일                                           |
| 유니스 | - 본명: 허수연(許秀娟) - 생년월일: 1991년 9월 2일(33세) - 출생지: 대한민국 부산광역시 - 유닛활동: 빈챈현스S - 활동기간: 2015년 9월 14일~2022년 9월 17일                                                 |
| 주은   | - 본명: 이주은(李主恩) - 생년월일: 1995년 6월 7일(29세) - 출생지: 대한민국 경기도 수원시 영통구 - 유닛활동: L.U.B - 활동기간: 2017년 4월 19일~2022년 9월 17일                                           |
| 예빈   | - 본명: 백예빈(白豫彬) - 생년월일: 1997년 7월 13일(27세) - 출생지: 대한민국 강원도 춘천시 - 관련활동: 걸그룹 유니티 출신 - 유닛활동: 빈챈현스S - 활동기간: 2015년 9월 14일~2022년 9월 17일              |
| 정채연 | - 이름: 정채연(鄭彩娟) - 생년월일: 1997년 12월 1일(27세) - 출생지: 대한민국 전라남도 순천시 조례동 - 관련활동: 걸그룹 아이오아이 출신 - 유닛활동: 빈챈현스S - 활동기간: 2015년 9월 14일~2022년 9월 17일 |
| 은채   | - 본명: 권채원(權彩媛) - 생년월일: 1999년 5월 26일(25세) - 출생지: 대한민국 서울특별시 - 유닛활동: L.U.B - 활동기간: 2016년 6월 14일~2022년 9월 17일                                                    |
| 조이현 | - 이름: 조이현 - 생년월일: 1991년 6월 3일(33세) - 출생지: 대한민국 광주광역시 - 활동기간: 2015년 9월 14일~2016년 5월 31일                                                                               |
| 은진   | - 본명: 안은진(安恩眞) - 생년월일: 1997년 8월 31일(27세) - 출생지: 대한민국 광주광역시 - 유닛활동: L.U.B - 활동기간: 2015년 9월 14일~2018년 5월 7일                                                     |
| 이소율 | - 이름: 이소율 (李素律) - 생년월일: 1996년 9월 14일(28세) - 출생지: 대한민국 인천광역시 - 유닛활동: L.U.B - 활동기간: 2015년 9월 14일~2019년 7월 6일                                                    |
| 솜이   | - 본명: 안솜이(安順伊) - 생년월일: 2000년 1월 26일(25세) - 출생지: 대한민국 경상남도 창원시 - 유닛활동: 빈챈현스S - 활동기간: 2017년 4월 19일~2022년 1월 9일                                            |

### 멤버 변천사
| 멤버   | 2015년 | 2015년 | 2016년 | 2016년 | 2017년 | 2017년 | 2017년 | 2018년 | 2018년 | 2019년 | 2019년 | 2019년 | 2020년 | 2020년 | 2022년 | 해체   |
| 멤버   | 9월    | 12월   | 5월    | 6월    | 4월    | 9월    | 10월   | 5월    | 8월    | 3월    | 7월    | 12월   | 5월    | 9월    | 1월    | 해체   |
| ------ | ------ | ------ | ------ | ------ | ------ | ------ | ------ | ------ | ------ | ------ | ------ | ------ | ------ | ------ | ------ | ------ |
| 조이현 |        |        |        |        |        |        |        |        |        |        |        |        |        |        |        |        |
| 은진   |        |        |        |        |        |        |        |        | [ 16 ] | [ 16 ] | [ 16 ] | [ 16 ] | [ 16 ] | [ 16 ] | [ 16 ] | [ 16 ] |
| 이소율 |        |        |        |        |        |        |        |        |        |        | [ 17 ] | [ 17 ] | [ 17 ] | [ 17 ] | [ 17 ] | [ 17 ] |
| 유니스 |        |        |        |        |        |        |        |        |        |        |        |        |        |        |        |        |
| 예빈   |        |        |        |        |        |        | [ 18 ] | [ 18 ] |        |        |        |        |        |        |        |        |
| 기희현 |        |        | [ 19 ] |        |        |        |        |        |        |        |        |        |        |        |        |        |
| 정채연 |        |        | [ 20 ] |        |        |        |        |        |        |        |        |        |        | [ 21 ] |        |        |
| 은채   |        |        |        |        |        |        |        |        |        |        |        |        |        |        |        |        |
| 주은   |        |        |        |        |        |        |        |        |        |        |        |        |        |        |        |        |
| 솜이   |        |        |        |        |        |        | [ 22 ] | [ 22 ] |        |        |        |        | [ 23 ] | [ 23 ] | [ 23 ] | [ 23 ] |

역대 리더
- 1대: 조이현(2015.09~2016.05)
- 2대: 유니스(2016.06~2016.08)
- 3대: 기희현(2016.09~2022.09)

## 음반 목록

### 정규 음반
| 제목              | 정보                                                                                               | 가온 앨범 차트 | 가온 앨범 차트 | 가온 앨범 차트 | 판매량         |
| 제목              | 정보                                                                                               | 주간           | 월간           | 연간           | 판매량         |
| ----------------- | -------------------------------------------------------------------------------------------------- | -------------- | -------------- | -------------- | -------------- |
| 《Do It Amazing》 | - 발매일: 2015년 9월 15일 - 발매사: 인터파크 - 기획사: MBK엔터테인먼트 - 포맷: CD, 디지털 다운로드 | 11             | 36             | -              | - KOR: 2,412+  |
| 《YOLO》          | - 발매일: 2017년 4월 19일 - 발매사: 카카오M - 기획사: MBK엔터테인먼트 - 포맷: CD, 디지털 다운로드  | 3              | 13             | -              | - KOR: 18,463+ |

### EP
| 제목                 | 정보                                                                                               | 가온 앨범 차트 | 가온 앨범 차트 | 가온 앨범 차트 | 판매량         |
| 제목                 | 정보                                                                                               | 주간           | 월간           | 연간           | 판매량         |
| -------------------- | -------------------------------------------------------------------------------------------------- | -------------- | -------------- | -------------- | -------------- |
| 《HAPPY ENDING》     | - 발매일: 2016년 6월 14일 - 발매사: 인터파크 - 기획사: MBK엔터테인먼트 - 포맷: CD, 디지털 다운로드 | 7              | 19             | -              | - KOR: 9,474+  |
| 《Spell》            | - 발매일: 2016년 9월 13일 - 발매사: 인터파크 - 기획사: MBK엔터테인먼트 - 포맷: CD, 디지털 다운로드 | 4              | 9              | -              | - KOR: 13,405+ |
| 《LOVE GENERATION》  | - 발매일: 2017년 8월 22일 - 발매사: 인터파크 - 기획사: MBK엔터테인먼트 - 포맷: CD, 디지털 다운로드 | 7              | 20             | -              | - KOR: 27,482+ |
| 《Summer Ade》       | - 발매일: 2018년 8월 9일 - 발매사: 인터파크 - 기획사: MBK엔터테인먼트 - 포맷: CD, 디지털 다운로드  | 5              | 23             | -              | - KOR: 12,076+ |
| 《NEWTRO》           | - 발매일: 2019년 3월 19일 - 발매사: 카카오M - 기획사: MBK엔터테인먼트 - 포맷: CD, 디지털 다운로드  | 8              | 42             | -              | - KOR: 10,576+ |
| 《Flower 4 Seasons》 | - 발매일: 2020년 6월 10일 - 발매사: 카카오M - 기획사: 포켓돌스튜디오 - 포맷: CD, 디지털 다운로드   | 17             | 63             | -              | - KOR: 6,280+  |

### 리패키지 EP
| 제목     | 정보                                                                                                | 가온 앨범 차트 | 가온 앨범 차트 | 가온 앨범 차트 | 판매량        |
| 제목     | 정보                                                                                                | 주간           | 월간           | 연간           | 판매량        |
| -------- | --------------------------------------------------------------------------------------------------- | -------------- | -------------- | -------------- | ------------- |
| 《선물》 | - 발매일: 2017년 10월 12일 - 발매사: 인터파크 - 기획사: MBK엔터테인먼트 - 포맷: CD, 디지털 다운로드 | 12             | 20             | -              | - KOR: 9,562+ |

### 디지털 싱글
- 2015: 〈내 친구의 남자친구〉
- 2017: 〈꽃, 달, 술〉

## 음반 외 활동 목록

### 방송
| 연도 | 방송사       | 제목                               | 출연       | 날짜                      | 역할                                  |
| ---- | ------------ | ---------------------------------- | ---------- | ------------------------- | ------------------------------------- |
| 2016 | M.net        | 《PRODUCE 101》                    | 채연, 희현 | 1월 22일~4월 1일          | 참가자                                |
| 2016 | MBC 에브리원 | 《주간 아이돌》                    | 다이아     | 6월 15일                  | 게스트                                |
| 2016 | MBC 에브리원 | 《주간 아이돌》                    | 다이아     | 10월 19일                 | 게스트                                |
| 2016 | KBS2         | 《불후의 명곡 - 전설을 노래하다》  | 다이아     | 10월 22일                 | 게스트                                |
| 2017 | FashionN     | 《팔로우 미 8》                    | 채연       | 3월 2일~7월 27일          | 진행                                  |
| 2017 | On Style     | 《다이아's 욜로트립》              | 다이아     | 4월 9일~4월 30일          | 고정출연                              |
| 2017 | KBS2         | 《대국민 토크쇼 안녕하세요》       | 희현, 채연 | 5월 1일                   | 게스트                                |
| 2017 | KBS2         | 《불후의 명곡 - 전설을 노래하다》  | 다이아     | 5월 6일                   | 게스트                                |
| 2017 | On Style     | 《립스틱 프린스 2》                | 희현, 채연 | 6월 1일                   | 게스트                                |
| 2017 | 투니버스     | 《빛나는 나라》                    | 은채       | 7월 21일~8월 27일         | 오빛나                                |
| 2017 | MBC          | 《미스터리 음악쇼 복면가왕》       | 예빈       | 8월 20일                  | 출연자 (원 펀치 쓰리 강냉이 옥수수걸) |
| 2017 | KBS2         | 《대국민 토크쇼 안녕하세요》       | 채연, 주은 | 8월 21일                  | 게스트                                |
| 2017 | KBS1         | 《열린음악회》                     | 다이아     | 10월 1일                  | 게스트                                |
| 2017 | KBS2         | 《1박 2일》                        | 채연       | 10월 1일~10월 15일        | 게스트                                |
| 2017 | tvN          | 《SNL 코리아 시즌 9》              | 다이아     | 10월 14일                 | 게스트                                |
| 2017 | KBS2         | 《아이돌 리부팅 프로젝트 더 유닛》 | 예빈, 솜이 | 10월 28일~2018년 2월 10일 | 참가자                                |
| 2017 | KBS2         | 《불후의 명곡 - 전설을 노래하다》  | 다이아     | 11월 4일                  | 게스트                                |
| 2018 | SBS          | 《SBS 인기가요》                   | 채연       | 2월 18일~2019년 2월 3일   | 고정 MC                               |
| 2018 | tvN          | 《코미디빅리그》                   | 채연       | 7월 8일~9월 30일          | 고정 MC                               |
| 2018 | KBS2         | 《대국민 토크쇼 안녕하세요》       | 채연, 솜이 | 8월 6일                   | 게스트                                |
| 2018 | tvN          | 《코미디빅리그》                   | 다이아     | 8월 12일                  | 게스트                                |
| 2018 | MBC 에브리원 | 《주간 아이돌》                    | 다이아     | 9월 26일                  | 게스트                                |
| 2018 | KBS2         | 《불후의 명곡 - 전설을 노래하다》  | 다이아     | 9월 29일                  | 게스트                                |
| 2018 | KBS2         | 《대국민 토크쇼 안녕하세요》       | 예빈, 솜이 | 11월 5일                  | 게스트                                |
| 2019 | 채널A        | 《비행기 타고 가요》               | 희현       | 3월 9일~4월20일           | 고정 출연자                           |
| 2019 | KBS2         | 《대국민 토크쇼 안녕하세요》       | 채연, 예빈 | 3월 25일                  | 게스트                                |
| 2019 | KBS1         | 《열린음악회》                     | 다이아     | 4월 28일                  | 게스트                                |
| 2019 | tvN          | 《날 녹여주오》                    | 다이아     | 10월 6일                  | 출연                                  |
| 2020 | KBS2         | 오! 삼광빌라!                      | 다이아     | 1~3 회                    | 특별출연                              |

## 수상 목록
| 연도   | 수상 내역 |
| ------ | --- |
| 2015년 | - 12월 22일 제5회 아프리카TV BJ대상 아이돌 부분 특별상                                                                        |
| 2016년 | - 11월 30일 제24회 대한민국 문화연예대상 K-POP 부문 인기상                                                                    |
| 2017년 | - 9월 20일 제1회 소리바다 베스트 케이뮤직 어워즈 신한류 포토제닉 상 - 11월 15일 제2회 아시아 아티스트 어워즈》 라이징 스타 상 |
| 2018년 | - 8월 30일 제2회 소리바다 베스트 케이뮤직 어워즈신한류 퍼포먼스 상                                                            |

### 가요 프로그램 1위
| 연도           | 수상 내역(총 1회)                                         |
| -------------- | --------------------------------------------------------- |
| 2018년(총 1회) | - Woo Woo(총 1회) - 8월 14일 《더 쇼 시즌 5》 더쇼 초이스 |